# Região Censitária de Southeast Fairbanks
A Região Censitária de Southeast Fairbanks é uma das 11 regiões localizada no estado americano do Alasca que faz parte do Distrito não-organizado, portanto  não possui o poder de fornecer certos serviços públicos aos seus habitantes, que são fornecidos por distritos organizados e por condados. Como tal, não possui sede de distrito. Possui uma área de 64 908 km², uma população de 6 174 habitantes e uma densidade demográfica de cerca de 0,1 hab/km². Suas maiores comunidades são Deltana e Tok (Alasca).